# 安城学園大学短期大学部
安城学園大学短期大学部（あんじょうがくえんだいがくたんきだいがくぶ）は、愛知県安城市桜井町稲荷東20-2に本部を置いていた日本の私立大学である。1966年に設置され、1978年に廃止された。大学の略称は安城短大。

## 概要

### 大学全体
- 愛知県安城市に所在した日本の私立短期大学で、設置主体は学校法人安城学園。
- 学科数1、入学定員50名体制で1966年に開学。
- 1978年度の入学生を最後とし[注釈 1]、同時に同年に安城学園大学短期大学部の名称自体は消滅[1]。

### 建学の精神（校訓・理念・学是）
- 愛知学泉短期大学#建学の精神（校訓・理念・学是）を参照。

### 教育および研究
- 保育者の養成を執り行っていた[2]。

### 学風および特色
- 安城学園女子短期大学が既設されている最中、当時愛知女子大学が新設されるに伴い、その短期大学部として併設された短大である。つまり、学校法人安城学園が設立した第二の短大ということになる[3]。
- 女子を対象とした短大となっていた。

## 沿革
- 1966年（昭和41年） 
  - 1月25日 左記を以て文部省[注 2]より短期大学の設置が認可される[4]。
  - 4月1日 愛知女子大学短期大学部（あいちじょしだいがくたんきだいがくぶ）が以下の学科体制にて開学する。
    - 幼児教育科 入学定員50名

  - 5月1日 学生数[5]/定員
    - 幼児教育科 女30/50
- 1968年（昭和43年） - 
  - 4月1日 安城学園大学短期大学部に変更[6]。
- 1978年（昭和53年）度 
  - 4月1日 学生募集の最後となる[注釈 1]。
  - 同 キャンパスを従来の岡崎市舳越町上川成から安城市桜井町稲荷東20-2へ移転。
  - 5月1日 学生数[7]/定員
    - 幼児教育科 女286

  - 12月25日 安城学園大学短期大学部消滅[注釈 2]

## 所在地
- 愛知県安城市桜井町稲荷東20-2

## 象徴
- 安城学園大学短期大学部のカレッジマーク[注 3]

## 教育および研究・組織

### 学科
- 幼児教育科 入学定員50名[注 4]

### 専攻科
- なし

### 別科
- なし

### 取得資格について
- 保母資格
- 幼稚園教諭
- 二級普通免許状

## 研究
- 『研究論集12』[12]

## 学生生活

### 部活動・クラブ活動・サークル活動
- 安城学園大学短期大学部で活動していたクラブ活動：体育系・文化系とも安城学園女子短期大学と合同となっていた。

## 大学関係者

### 大学関係者一覧
歴代学長
- 寺部だい

## 施設

### キャンパス
- 2006年度まで設置されていた愛知学泉女子短期大学桜井キャンパスにあたる。

## 対外関係

### 系列校
- 愛知学泉大学
- 愛知学泉短期大学

## 卒業後の進路について

### 就職について
- 保育者についた人が多かったものとみられる。